# Little Boots
Little Boots, pseudonimo di Victoria Christina Hesketh (Thornton, 4 maggio 1984), è una cantautrice britannica.
All'età di sedici anni esce vincitrice dal talent show inglese Pop Idol, entrando quindi a far parte di un trio jazz, che presto abbandonerà per intraprendere una carriera da solista.
Al 2009 risale il suo album di debutto, Hands, pubblicato l'8 giugno dall'etichetta discografica Atlantic, che ha raggiunto la quinta posizione della classifica britannica e del quale fa parte anche il famoso singolo New in Town, entrato nelle classifiche di Regno Unito, Irlanda, Giappone e Nuova Zelanda. Il 10 dicembre 2011, alla BBC Radio 1's Essential Mix viene pubblicato il singolo I Wish di Michael Woods in collaborazione con la Kesketh.
Dall'album sono stati estratti anche i singoli Stuck on Repeat, Meddle, Remedy e Earthquake.
Nel 2015 collabora con Jean-Michel Jarre per la realizzazione del brano If..! contenuto nell'album Electronica 1: The Time Machine.

## Discografia

### Album
- 2009 - Hands
- 2013 - Nocturnes
- 2015 - Working Girl

### EP
- 2008 - Arecibo
- 2009 - Little Boots
- 2009 - Illuminations

### EP Live
- 2009 - iTunes Live from London

### Singoli
- 2008 - Stuck on Repeat
- 2009 - New in Town
- 2009 - Remedy
- 2009 - Earthquake
- 2013 - Motorway

### Altre canzoni
- 2008 - Stuck on Repeat
- 2008 - Meddle
- 2008 - Love Kills
- 2012 - Shake